# Polygonatum kingianum
Polygonatum kingianum är en sparrisväxtart som beskrevs av Collett och William Botting Hemsley. Polygonatum kingianum ingår i släktet ramsar, och familjen sparrisväxter. Inga underarter finns listade i Catalogue of Life.